# Lyrognathus robustus
Lyrognathus robustus là một loài nhện trong họ Theraphosidae.
Loài này thuộc chi Lyrognathus. Lyrognathus robustus được miêu tả năm 1988 bởi Smith.